# Synagoga w Wyszkowie
Synagoga w Wyszkowie – zbudowana na przełomie XIX i XX wieku, znajdowała się na rogu ulic Kościuszki i Wąskiej. Podczas II wojny światowej, w 1939 roku hitlerowcy zburzyli synagogę. Na jej miejscu przez dłuższy okres stał sklep.